# Amelia Dimoldenberg

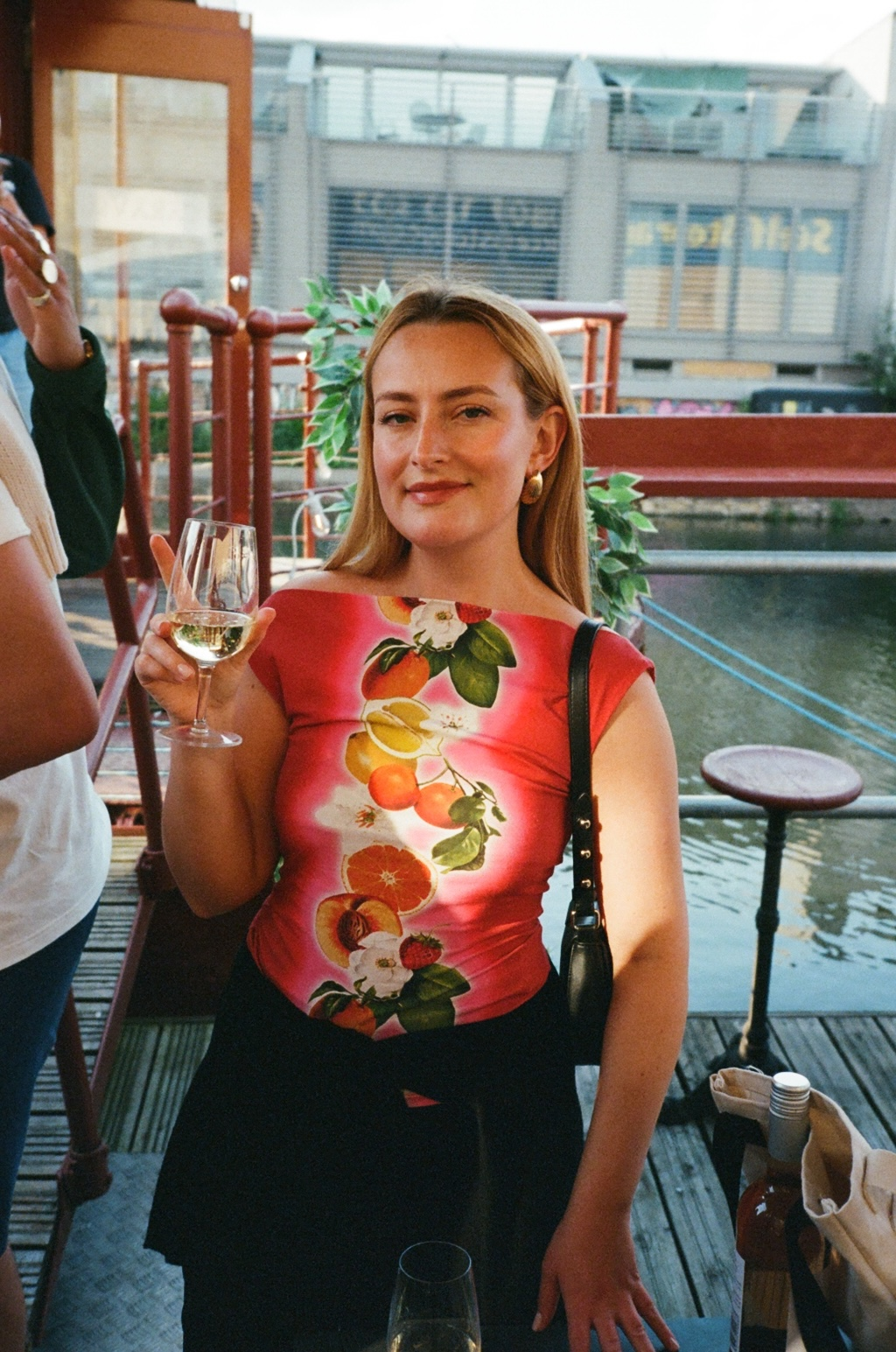
Amelia Dimoldenberg (2024)

Amelia Dimoldenberg (* 30. Januar 1994 in London) ist eine britische Journalistin, Komikerin, Webvideoproduzentin und Fernsehmoderatorin. Sie kreierte die Webserie Chicken Shop Date, in der sie Musiker, Schauspieler und Sportler in Geflügel-Schnellrestaurants (sog. Chicken Shops) interviewt.

## Leben
Dimoldenberg wuchs im Londoner Stadtviertel Marylebone auf. Ihr Vater Paul Dimoldenberg ist ein Mitglied des Stadtrats von Westminster für die Labour Party. Sie machte ihr Abitur in Englisch, Kunst, Politik und IT und erwarb anschließend ein Foundation Diploma in Kunst und Design sowie einen Bachelor of Arts in Modekommunikation am Londoner Central Saint Martins College of Art and Designs.

### Chicken Shop Date
Chicken Shop Date begann als humorvolle Kolumne, die Dimoldenberg für das Jugendmagazin The Cut schrieb. Das Interesse anderer Redaktionsmitglieder am Grime brachte sie dazu, Grime-Künstler zu interviewen, da sie mehr über die Musik wissen wollte. Sie hatte die Idee, die Interviews als Rendezvous zu gestalten, und wählte einen Chicken Shop als Ort aus, da man dort normalerweise nicht hingeht, wenn man ein Date hat. Die erste gefilmte Folge wurde 2014 veröffentlicht – zusammen mit dem Rapper Ghetts. Später traten u. a. Sean Paul, Jack Harlow, Ed Sheeran und Louis Theroux in der Show auf. In späteren Episoden werden auch Sportler wie Lando Norris und Schauspieler – unter anderem Jennifer Lawrence – interviewt. 

## Sonstiges
Dimoldenberg schrieb auch für den Guardian und die Vogue.
Im Oktober 2019 wurde Dimoldenberg vom Evening Standard in die Progress-1000-Liste aufgenommen; dabei handelt es sich um eine Liste der einflussreichsten Menschen Londons.